# Projectiemethode

Een orthogonale projectie van drie kanten, hetgeen een vooraanzicht, zijaanzicht en bovenaanzicht oplevert.

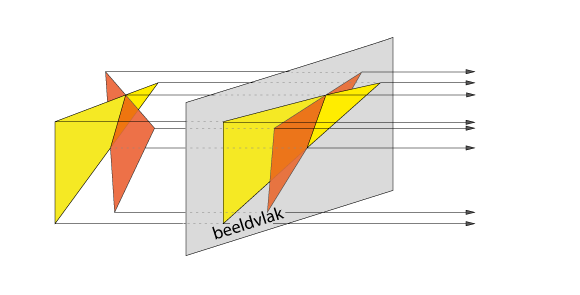
Parallelle projectie

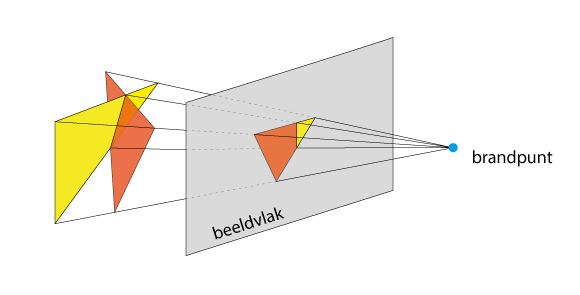
Projectie in perspectief

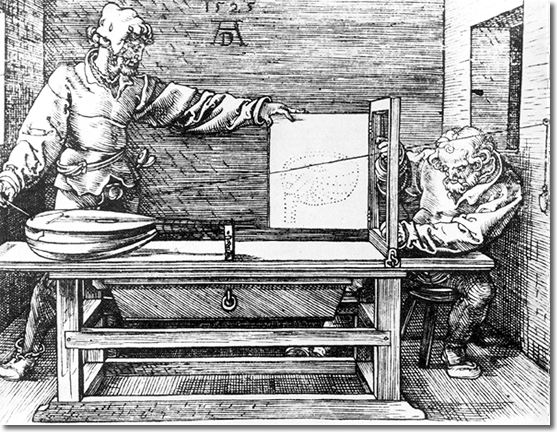
Albrecht Dürer 16e eeuw

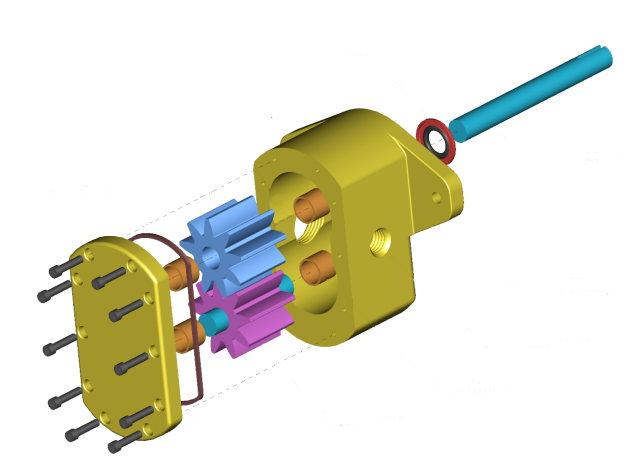
Explosietekening van een tandwielpomp.

Een projectiemethode in het technisch tekenen is een methode om een ruimtelijk object op het platte vlak af te beelden met bepaalde aanzichten.

## Overzicht
Er worden bij het technisch tekenen projectiemethoden gebruikt om een ruimtelijk object op het platte vlak af te beelden. Bij de projectie worden de contouren van het object volgens bepaalde regels weergegeven. Iedere projectiemethode heeft bepaalde gemeenschappelijke en bepaalde eigen voorschriften. De hoofdgroepen van projecties zijn:
- De parallelle projecties of axonometrieën: Het te tekenen gebied wordt hierbij met evenwijdige lijnen geprojecteerd op het beeldoppervlak.
- De convergerende projecties of perspectieven: Het te tekenen voorwerp wordt vanuit een gekozen standpunt op een beeldvlak geprojecteerd.

De vorm van een voorwerp, dat wordt afgebeeld, komt met een convergerende projectie duidelijker tot uiting dan met een parallelle projectie.
In het werktuigbouwkundig tekenen worden toch geen perspectiefprojecties gebruik, omdat zij niet eenvoudig zijn en omdat de afmetingen er moeilijk terug zijn te vinden. Zij gebruiken alleen de parallelle projecties. Beide methoden worden wel tegelijk in de architectuur, stedenbouwkunde en landschapskunde gebruikt, waarbij het perspectief vooral wordt gebruikt om een totaalbeeld te geven. Een afbeelding, die automatisch wordt gerenderd, wordt meestal wel in perspectief getekend.

## Geschiedenis
De oudste projectiemethode, de plattegrond, was al in de eerste beschavingen bekend. Zo zijn er plattegronden van tempels overgeleverd uit Mesopotamië en het oude Egypte. Het is onbekend is of deze plattegronden als bouwtekening diende en in hoeverre de beginselen van de projectie bekend waren. De Grieken hebben in de klassieke oudheid het technisch tekenen beïnvloed door de ontwikkeling van de meetkunde en tekengereedschappen als de passers en de tekendriehoek.
De methode van tekenen in perspectief, het perspectief, is in de renaissance in de 15e eeuw ontwikkeld door architecten als Brunelleschi en Leon Battista Alberti en verder ontwikkeld door kunstenaars als Paolo Uccello, Paolo della Francesca en later Albrecht Dürer. Zo toont een 16e-eeuwse houtsnede van Dürer, zie de figuur, een methode voor het maken van een tekening in perspectief. Het touw van het oogpunt tot aan de luit correspondeert met het verloop van de lichtstralen tussen dezelfde twee punten. Het raam toont het vastgestelde beeldvlak en de tekening in dit vlak is hier uitgeklapt om de perspectieftekening van de luit volledig zichtbaar te maken.
Amédée-François Frézier (1682-1773) werkte in de 18e eeuw de orthogonale projectie uit tot een samenhangend systeem. Gaspard Monge (1746-1818) ging verder met het technisch tekenen en ontwikkelde zo de beschrijvende meetkunde, waarbij het lijnperspectief daar een onderdeel van werd.
De projectiemethoden werden in de 19de eeuw zo belangrijk dat op de technische scholen het technisch tekenen een apart studievak werd. De machinebouw werd toen belangrijker dan de architectuur. Door de ingewikkelder constructie en moeilijker maatvoering in de verkorting verloor tekenen met perspectief hoe langer hoe meer terrein aan parallel tekenen. In de bouwkunde bleef de convergerende projectie voor presentaties gehandhaafd.
Met de opkomst van de standaardisatie en normalisatie in de 20ste eeuw werden de projectiemethoden in nationale en later internationale standaarden vastgelegd voor het technisch tekenen. Voorbeeld is de Duitse DIN 6 standaard voor tekenen, projecties en aanzichten, voor het eerst in 1922 geformuleerd. Wanneer bijvoorbeeld voor-, boven- en zijaanzicht van een mechanisch onderdeel tegelijk op een tekening worden afgebeeld, is hun plaats op de tekening in Europa en Amerika anders. De norm hiervoor van de Europese en Amerikaanse projectie zijn verschillend. De Duitse standaard is in 1982 vervangen door de ISO 128 norm. Beide vormen van projectie komen hierin aan bod.

## Parallelprojectie
Het af te beelden voorwerp wordt bij de parallelprojectie met evenwijdige lijnen op het beeldvlak geprojecteerd en komt met de orthografische projectie overeen. Het is ook mogelijk vlakken evenwijdig aan het voorvlak van het af te beelden voorwerp iets verschoven weer te geven, zodat de vorm van het voorwerp duidelijker wordt. De ruiterprojectie en de kabinetprojectie zijn hiervan voorbeelden. Een voorbeeld van een tekening met parallelle projectie is het lijnenplan van de romp van een groot schip, waarbij de verschillende evenwijdige doorsneden loodrecht tegelijk in dezelfde tekening staan.

## Perspectief
Bij lijnperspectief blijven alle verticale lijnen wel loodrecht op de horizon, maar worden zij naarmate zij verder van het gezichtspunt staan verwijderd kleiner. Andere evenwijdige lijnen van het object komen in de afbeelding samen in een of meer verdwijnpunten uit.
De gehanteerde projectievormen hierbij, die bijvoorbeeld in Illustrator zijn in te stellen, zijn:
- eenpuntsprojectie
- tweepuntsprojectie
- driepuntsprojectie

## Andere aanzichten
Behalve de genoemde projectiemethoden zijn er andere specifieke aanzichten ontwikkeld. De bekendste zijn:
- Isometrische projectie : Het {\displaystyle xy}-, het {\displaystyle xz}-en het {\displaystyle yz}-vlak in de af te beelden ruimte worden op het beeldvlak in drie disjuncte schijven van ieder 120° of van eventueel drie schijven in een iets andere indeling afgebeeld. Isometrisch tekenen kan met AutoCAD.
- Opengewerkte tekening : een afbeelding van bijvoorbeeld een motorblok of ander auto- of motorfietsonderdeel waarvan voor liggende onderdelen onzichtbaar zijn gemaakt om een inzicht te krijgen in de inwendige techniek.
- Explosietekening : een technische tekening waarop een onderdeel, bijvoorbeeld het motorblok, zodanig getekend is dat het lijkt alsof de onderdelen uit elkaar zijn gehaald.